# Chiesa dei Santi Quirico e Giulitta (Solaro, Italia)
La chiesa dei Santi Quirico e Giulitta è la parrocchiale di Solaro, in città metropolitana e arcidiocesi di Milano; fa parte del decanato di Saronno.

## Storia
La prima citazione di una cappella a Solaro risale al XIII secolo ed è contenuta nel Liber Notitiae Sanctorum Mediolani di Goffredo da Bussero, dal quale si apprende che era filiale della pieve di Seveso, situazione confermata nel 1581 anche dall'arcivescovo di Milano Carlo Borromeo durante la sua visita; forse nel secolo seguente il luogo di culto venne ampliato.
Nel 1881 la chiesa fu ingrandita con l'edificazione della navata laterale di destra, mentre nel 1896 venne aggiunta anche una terza navata sul lato sinistro. 
Tuttavia, la parrocchiale fu ricostruita dalle fondamenta nel 1920 e dieci anni dopo venne eretta la torre campanaria; nel 1935 il pittore Gersam Turri realizzò le decorazioni dell'interno e nel 1938 si procedette al completamento della facciata.
Nel 1970 la chiesa venne interessata da un restauro e tra il 1971 e il 1972, con la riorganizzazione territoriale dell'arcidiocesi voluta dal cardinale Giovanni Colombo, la parrocchia, che dal 1914 apparteneva al vicariato di Saronno, confluì nell'omonimo decanato.

## Descrizione

### Esterno
La facciata a salienti della chiesa, rivolta a ponente, è composta da tre parti verticali: quella centrale, suddivisa da una cornice marcapiano in due registri e coronata dal frontone, è scandita da lesene e caratterizzata dal portale maggiore, protetto dal protiro, e da quattro nicchie vuote, mentre ai lati vi sono due ali minori, che presentano gli ingressi secondari.
Accanto alla parrocchiale si erge su un alto basamento a scarpa il campanile a pianta quadrata, la cui cella presenta su ogni lato una monofora a tutto sesto protetta da balaustre ed è coronata dalla guglia piramidale poggiante sul tamburo.

### Interno
L'interno dell'edificio si compone di tre navate, separate da pilastri sorreggenti archi a tutto sesto, sopra i quali corre la trabeazione modanata e aggettante su cui si impostano le volte, a crociera sulla navata centrale e a vela su quelle laterali; al termine dell'aula si sviluppa il presbiterio, rialzato di due gradini, ospitante l'altare maggiore e chiuso dalla parete di fondo piatta.